# Reboot (série télévisée d'animation)
Pour les articles homonymes, voir Reboot.
 (mai 2023).
Si vous disposez d'ouvrages ou d'articles de référence ou si vous connaissez des sites web de qualité traitant du thème abordé ici, merci de compléter l'article en donnant les références utiles à sa vérifiabilité et en les liant à la section « Notes et références ».
ReBoot : le code du gardien
Reboot — ou Mégabogues au Québec — (ReBoot) est une série télévisée canadienne en images de synthèse (3D) en 47 épisodes de 25 minutes créée par Gavin Blair, Ian Pearson, Phil Mitchell et John Grace, produite par MainFrame Entertainment (aujourd'hui Rainmaker Entertainment) et diffusée du 7 septembre 1994 au 30 novembre 2001 sur YTV, et aux États-Unis sur le réseau ABC de 1994 à 1996, puis en syndication de 1996 à 1997, puis finalement sur Cartoon Network de 1999 à 2001.
Au Québec, la série a été diffusée à partir du 6 septembre 1995 sur le Canal Famille puis rediffusée sur VRAK.TV en 2001, et en France à partir du 8 juillet 1996, sur Canal+ puis sur France 2 dans l'émission La Planète de Donkey Kong.

## Synopsis
L'histoire se passe à l'intérieur d'un ordinateur. Bob est un Gardien qui se charge de maintenir la sécurité du système Mainframe dans lequel se trouve un virus du nom de Megabyte. Ce dernier cherche à tout prix à infiltrer le SuperOrdinateur, un autre système bien plus puissant et dont Bob est originaire, afin de l'infecter. Bob a également des alliés en la présence de Dot Matrix (une jeune femme qui dirige une bonne partie du système et est à la tête du restaurant Dot's Diner), son petit frère Enzo particulièrement casse-cou et toujours accompagné de son chien Frisket, et Phong le « vieux sage ». Ce ne sera pas de trop pour lutter contre les offensives de Megabyte, mais également pour prendre part aux jeux lancés par l'utilisateur du système, qui se manifestent sous forme d'un cube de couleur violette qui tombe du « ciel », et dans lesquels ils doivent à tout prix battre l'utilisateur : s'ils perdent la partie, ils seront effacés et provoqueront la destruction d'un secteur de Mainframe.

## Fiche technique
- Titre original et français : Reboot[1]
- Titre québécois : Mégabogues[2] puis Reboot[1] (lors de l'abandon du doublage québécois)
- Création : Gavin Blair, Ian Pearson, Phil Mitchell et John Grace
- Réalisation : Dick Zondag, Steve Ball et George Samilski
- Production : Christopher Brough (saisons 1-2) ; Ian Pearson (saisons 3-4)
- Production exécutive : Steve Barron et Jay Firestone (saison 1) ; Steve Barron, Stephane Reichel et Ian Pearson (saison 2) ; Christopher Brough, Steven DeNure, Mark Ralston et Glenn Griffiths (saison 3) ; Asaph Fipke, Phil Mitchell et Kim Dent Wilder (saison 4)
- Genre : Science-fiction
- Durée : 25 minutes

## Distribution

### Voix originales
- Michael Benyaer : Bob (saisons 1, 2 et 4)
- Ian James Corlett : Bob / Glitch-Bob (saisons 3-4) / Robert Cursor
- Kathleen Barr : Dot Matrix
- Jesse Moss : Enzo Matrix jeune (saison 1)
- Matthew Sinclair : Enzo Matrix jeune (saison 2)
- Christopher Gray : Enzo Matrix jeune (saison 3)
- Giacomo Baessato : Enzo Matrix jeune (saison 4)
- Danny McKinnon : Enzo Matrix 00
- Paul Dobson : Matrix
- Tony Jay : Megabyte
- Shirley Millner : Hexadecimal
- Andrea Libman : AndrAIa jeune
- Sharon Alexander : AndrAIa adulte
- Michael Donovan : Phong / Mike the TV / Cecil / Al
- Louise Vallance : Mouse / Rocky the Raccoon
- Donal Gibson : Ray Tracer
- Long John Baldry : Captain Gavin Capacitor / Old Man Pearson
- Gary Chalk : Al's Waiter / Slash / Turbo / Herr Doktor / Cyrus
- Scott McNeil : Al's Waiter / Specky / Fax Modem / Hack (saisons 2 à 4)
- Phil Hayes : Hack (saisons 1 et 2)
- Colombe Demers : Daemon
- Richard Newman : Daecon
- Dale Wilson : Welman Matrix
- Blu Mankuma : Gigabyte
- Janyse Jaud : Maxine
- Gillian Anderson : Data Nully
- Don Brown (en) : Code Master Lens
- David Kaye : Spectral's Leader
- Teryl Rothery : Pixel
- Gavin Blair : Algernon Cholmondley-Worthington III

### Voix françaises (saisons 1 à 3)
- Antoine Nouel : Bob / Robert Cursor / Cold Boot / M. Christopher (saison 1) / Al (saison 3) / Herr Doktor / serveur français de chez Al / Spectrol viral / Lens / Mike le téléviseur
- Blanche Ravalec : Dot Matrix / Hexadécimal / Hack / Pixel / Feline / GigaFille / Maxine / Data Nully / La voix de Mainframe / Princesse Bula / Souris (saison 1)
- Alexis Tomassian : Enzo Matrix jeune
- Guillaume Lebon : Enzo Matrix adulte
- Marie-Martine Bisson : Souris (saison 2)
- Chloé Berthier : AndrAIa jeune / Souris (4 premiers épisodes de la saison 3)
- Elisabeth Fargeot : AndrAIa adulte / Copy Girl
- Michel Bedetti : Mégabyte / Slash / Phong / Cécil / Cyrus / Turbo / Capitaine Gavin Capacitor / Gigabyte / Al / Serveur de chez Al / Fax Modem / M. Pearson (saisons 1 et 2) / Mike le téléviseur (saison 1, épisode 5)
- Bernard Tiphaine : Mégabyte (saison 3) / Slash (saison 3) / Phong (saison 3) / Cécil (saison 3) / Capitaine Gavin Capacitor (saison 3) / Email / Chef des Spectrols
- Gérard Surugue : Cyrus (saison 3) / Turbo (saison 3) / Powerlock / Herr Doktor (1er épisode de la saison 3)
- Olivier Destrez : Ray Tracer / M. Christopher (saison 3) / M. Andrew (saison 3) / M. Pearson (saison 3)
- Alexandre Gillet : Poison (Backup en version originale)

### Voix québécoises (saisons 1 et 2)
- Benoit Éthier : Bob
- Rafaëlle Leiris : Dot Matrice
- Martin Pensa : Enzo Matrice
- Kim Jalabert : Andréa
- Hubert Fielden : Phong
- Benoit Marleau : Mégabête
- Anne Caron : Hexadécimal
- Daniel Lesourd : Pointe / Clique / Mika le téléviseur / Le vieux Algol / Algernon Cholmondley-Worthington III
- Jacques Lavallée : Cécil / M. Micro / Cyrus
- Sophie Faucher : la voix de l'Unité-Centrale

Note : Ne s'applique qu'à la saison 1 complète et aux 7 premiers épisodes de la saison 2
 Source et légende : version québécoise (VQ) sur Doublage.qc.ca

## Épisodes

### Première saison (1994-1995)
1. (v1.1) La Faille / La Rupture (The Tearing)
2. (v1.2) Course contre la montre (Racing the Clock)
3. (v1.3) Angoisse / Le Chevalier blanc (The Quick and the Fed)
4. (v1.4) Medusa / La Méduse (Medusa Bug)
5. (v1.5) La Querelle / La Prise de bec (The Tiff)
6. (v1.6) Le Monstre / Dans le ventre de la bête (In The Belly Of The Beast)
7. (v1.7) Le Binôme / Binôme le rouge (The Crimson Binome)
8. (v1.8) Enzo / Enzo le cerveau (Enzo)
9. (v1.9) Un jeu dangereux / Donjon et Casse-pied (Wizards, Warriors and a Word from our Sponsor)
10. (v1.10) Le Grand Vol / Une souris dans la tête (The Great Brain Robbery)
11. (v1.11) Le Spectacle / La Surboume (Talent Night)
12. (v1.12.1) Crise d'identité, partie 1 (Identity Crisis, Part 1)
13. (v1.12.2) Crise d'identité, partie 2 (Identity Crisis, Part 2)

### Deuxième saison (1995-1996)
1. (v2.1) L'Attaque du virus / L'Extension de mémoire (Infected)
2. (v2.2) Le Code / Les Maîtres de code (High Code)
3. (v2.3) Un terrible combat / Le Choc des jeux (When Games Collide)
4. (v2.4) Une victoire difficile / Méchant Bob (Bad Bob)
5. (v2.5) De toutes les couleurs / L'Artiste à la fenêtre (Painted Window)
6. (v2.6) AndrAIa
7. (v2.7.1) Le Monstre sans visage / Nullzilla (Nullzilla)
8. (v2.7.2) La Fusion (Gigabyte)
9. (v2.7.3) Question de Confiance (Trust No One)
10. (v2.7.4) La Grande Guerre (Web World Wars)

### Troisième saison (1997-1998)
1. (v3.1.1) Protéger et défendre (To Mend and Defend)
2. (v3.1.2) Le Héros (Between a Raccoon and a Hard Place)
3. (v3.1.3) Le Mur de feu (Firewall)
4. (v3.1.4) Fin de partie (Game Over)
5. (v3.2.1) Les Envahisseurs (Icons)
6. (v3.2.2) Au-delà de nulle part (Where No Sprite Has Gone Before)
7. (v3.2.3) Le Numéro 1 (Number 7)
8. (v3.2.4) Sans nom (The Episode With No Name)
9. (v3.3.1) Le Retour (Return of the Crimson Binome)
10. (v3.3.2) La Frontière (The Edge of Beyond)
11. (v3.3.3) Tempête sur le réseau (Web Riders on the Storm)
12. (v3.3.4) Le Dernier Piège (Mousetrap)
13. (v3.4.1) Le Retour (Megaframe)
14. (v3.4.2) Les Survivants (Showdown)
15. (v3.4.3) La Revanche (System Crash)
16. (v3.4.4) La Fête (End Prog)

### Quatrième saison (2001)
Cette saison n'a pas été doublée.
1. (v4.01) Daemon Rising
2. (v4.02) Cross Nodes
3. (v4.03) What's Love Got To Do With It?
4. (v4.04) Sacrifice
5. (v4.05) My Two Bobs
6. (v4.06) Life's a Glitch…
7. (v4.07) Null Bot of the Bride
8. (v4.08) Crouching Binome, Hidden Virus

## Une nouvelle série
- Le 1er juin 2008, Rainmaker Entertainment a annoncé qu'il y aura une trilogie de films sur ReBoot au grand écran. Initialement prévue pour 2010, la sortie du premier film a été repoussée à une date qui est maintenant inconnue.

- Le 5 octobre 2009, le premier teaser du film est sorti sur le site officiel de Rainmaker. Cette vidéo fut retirée du site.

- Sur le site de Rainmaker, dans une vidéo de la section Our Studio, on pouvait apercevoir à un certain moment un personnage ainsi que les mots Loading Guardian, ce qui laisserait croire que ce personnage est un gardien, certains fans croient même qu'il s'agirait de Bob ou Turbo. Cette vidéo fut également retirée.

- En septembre 2013, le site BringBackReBoot.com est créé.

- Le 1er octobre 2013, Rainmaker annonce la renaissance de Mainframe Entertainment en tant que division télévisuelle. Il y est également annoncé qu'une nouvelle série sur ReBoot est en préparation mais il n'est toujours pas précisé s'il s'agit d'une saison 5 pour continuer la série où elle s'est arrêtée ou bien d'une ré-imagination totale, voire un reboot.

- Le 9 juin 2015, Corus Entertainment confirme qu'une saison de 26 épisodes de la nouvelle série ReBoot : The Guardian Code a été commandée. Cette série est à la fois une suite et un reboot, ce qui devrait terminer l'histoire de la première série et répondre à plusieurs questions.

- Le personnage de Megabyte aura un rôle majeur dans la nouvelle série ReBoot : The Guardian Code.

- Le 30 mars 2018, Netflix met en ligne dix épisodes de la série ReBoot : le code du gardien. Au Canada, elle sera diffusée sur YTV en juin de la même année.

## Anecdotes
- Sur Canal Famille, les trois derniers épisodes de la saison 2 et la saison 3 complète ont été diffusées au Québec dans la version francophone réalisée en France.
- Dans la version originale, Michael Benyaer était la voix de Bob dans les saisons 1 et 2. Ayant quitté Vancouver pour Los Angeles, il n'était pas disponible lors de la troisième saison. C'est Ian James Corlett qui l'a remplacé dans la saison 3. Lors de la saison 4, Michael était de nouveau disponible. Pour faire la transition entre les deux voix, Ian est resté la voix du Bob fusionné avec Glitch (Glitch-Bob) et du Bob avec son uniforme du WEB (WEB-Bob) lors de sa séparation avec Glitch. Michael était la voix de Bob dans quelques flashbacks où il n'était qu'un cadet à l'Académie des gardiens ainsi que la voix du faux Bob (Mégabyte) et la voix du vrai Bob lorsqu'il est revenu sous sa forme originale.
- Le terme « Keytool » désignant l'arme d'un gardien (Glitch, Copeland) est vaguement abordé dans la version française doublée en France. Le terme change d'un épisode à l'autre, de Bracelet Énergétique à Boîte à outils, en passant par le simple mot Clé. Le terme qui semble le mieux approprié dans la série serait cependant le Bracelet Énergétique, mentionné par Gigabyte dans l'épisode 8 de la saison 2.

## Différences des termes, noms et expressions entre chaque version
| VO                      | VF                                                                                            | VQ                                 |
| ----------------------- | --------------------------------------------------------------------------------------------- | ---------------------------------- |
| Glitch                  | Glitch                                                                                        | Picto                              |
| ReBoot!                 | ReBoot !                                                                                      | Programme !                        |
| Megabyte                | Mégabyte                                                                                      | Mégabête                           |
| Mike the TV             | Mike le téléviseur                                                                            | Mika le téléviseur                 |
| Hack                    | Hack                                                                                          | Pointe                             |
| Slash                   | Slash                                                                                         | Clique                             |
| MainFrame               | Mainframe                                                                                     | L'Unité-Centrale                   |
| MegaFrame               | Mégaframe                                                                                     | Le Secteur Mégabête                |
| AndrAIa                 | AndrAIa                                                                                       | Andréa                             |
| Captain Gavin Capacitor | Capitaine Gavin Capacitor                                                                     | Capitaine Geeko Capacitance        |
| Warning! Incoming game! | Attention ! Début de partie !                                                                 | Attention! Introduction d'un jeu ! |
| Game Over!              | Fin de partie !                                                                               | Fin du jeu !                       |
| User Wins!              | L'utilisateur a gagné !                                                                       | Victoire de l'utilisateur !        |
| To mend and defend      | Protéger et défendre                                                                          | Restaurer et défendre              |
| Scuzzy                  | Scuzzy                                                                                        | Scouzzy                            |
| KeyTool                 | Arme des gardiens (saison 1), Bracelet énergétique (saison 2), Boîte à outils, Clé (saison 3) | Virtualiseur                       |
| MainFramers             | Mainframiens                                                                                  | Les habitants de l'Unité           |
| Nibbles                 | Nibbles                                                                                       | Touche                             |
| Old Man Pearson         | Monsieur Pearson                                                                              | Le vieux Algol                     |